# Helmut Kremin
Helmut Kremin (* 4. Mai 1907 in Stewken, Landkreis Thorn; † 14. September 1940 in Berlin-Plötzensee) war ein deutscher Kaufmann und Widerstandskämpfer gegen den Nationalsozialismus. Kremin wurde als Agent der antinazistischen Schwarzen Front im Mai 1938 während der Vorbereitung eines Sprengstoffattentates verhaftet und im September 1940 hingerichtet.

## Leben und Tätigkeit
Kremin betätigte sich als junger Mann in der nationalsozialistischen Sturmabteilung (SA) in Berlin. Anlässlich der sogenannten Stennes-Revolte, eines am 1. April 1931 beginnenden Aufstands der Berliner SA gegen die Parteiführung der NSDAP, der sich gegen die Korruption des Parteiapparates und den nach Ansicht vieler SA-Leute schlappen Legalitätskurs der Partei richtete, wurde Kremin mit zahlreichen weiteren Teilnehmern der Revolte im April 1931 aus der NSDAP und SA ausgeschlossen.
Anfang 1935 ging Kremin aus Ablehnung des NS-Staates als Emigrant in die Tschechoslowakei. Dort schloss er sich der von Otto Strasser gegründeten Schwarzen Front, einer Organisation aus zum Nationalsozialismus gegnerisch eingestellten Personen mit nationalrevolutionärem Selbstverständnis, an. 1938 kehrte Kremin, zusammen mit einem weiteren Mitglied der Schwarzen Front, heimlich nach Deutschland zurück. Das Vorhaben der beiden bestand darin, mit Hilfe von Sprengstoff ein Attentat gegen das in Deutschland herrschende System durchzuführen. Der NS-Presse zufolge soll Hitler selbst das Ziel des geplanten Anschlags gewesen sein.
Am 25. Mai 1938 wurden Kremin und Döpke von der Gestapo verhaftet. Beide wurden nach der polizeilichen Untersuchung wegen Vorbereitung zum Hochverrat in Tateinheit mit Sprengstoffverbrechen und Vergehen gegen §90c Strafgesetzbuch vor dem Volksgerichtshof in Berlin angeklagt, für schuldig befunden und am 21. September 1939 zum Tode verurteilt.
Die NS-Propaganda behauptete der Öffentlichkeit gegenüber, dass Kremin und Döpke vom englischen Geheimdienst durch Strasser als Mittelsmänner nach Deutschland geschickt worden seien, um Attentate zu verüben: Zunächst sollen sie einen Anschlag während des Reichsparteitages von 1937 vorbereitet haben, der nicht zur Ausführung gekommen sei. Es sei ein weiterer Anschlag während des Mussolini-Besuches in Deutschland im September 1937 geplant worden, der ebenfalls nicht gelungen sei, genau wie ein Anschlag während des Erntedankfestes auf dem Bückeberg am 3. Oktober 1937. Die beiden seien dann während des Transports des Sprengstoffs für neue Attentatsversuche gefasst worden.
Kremin und Döpke wurden am 21. September 1940 in der Strafanstalt Berlin-Plötzensee durch Enthaupten hingerichtet. Der Reichsjustizminister Gürtner hatte zuvor am 9. September 1940 eine Begnadigung der beiden abgelehnt. Zusammen mit den beiden wurde der Tscheche František Petr hingerichtet, der im Juni 1939 den Polizeihauptwachtmeister Wilhelm Kniest, einen Beamten der deutschen Besatzungspolizei in Tschechien, getötet hatte.
Die Hinrichtungen wurden durch Maueranschläge, Litfaßsäulen-Anschläge und Pressemeldungen öffentlich bekannt gegeben.

## Archivarische Überlieferung
Eine Akte des Reichsjustizministeriums mit Zusammenfassungen von durch den Volksgerichtshof verurteilten Personen, in der auch ein Blatt zum Fall Kremin enthalten ist, wird unter der Signatur R 3001/186918 im Bundesarchiv Berlin aufbewahrt: Diese Akte ist über die invenio-Datenbank des Bundesarchiv komplett digitalisiert online sichtbar.
Weitere Akten zu Kremin haben sich im Bestand "Oberreichsanwalt beim Volksgerichtshof" im Bundesarchiv erhalten (R 3017/31412-R 3017/31421, R 3017/31474, R 3017/16256).